# Anne Sipiläinen

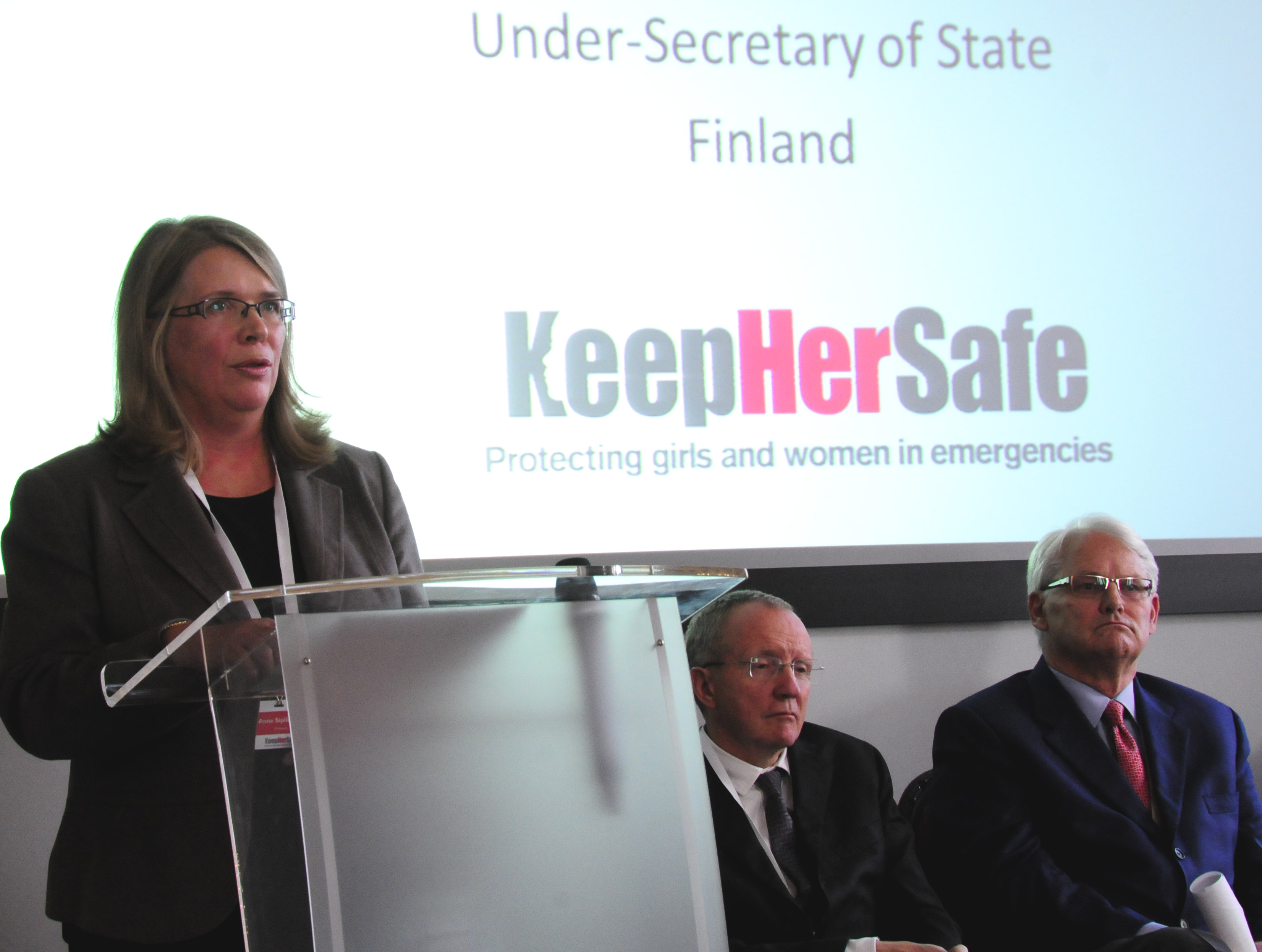
Anne Sipiläinen, 2013

Anne Marjaana Sipiläinen (* 1. Oktober 1961 in Lappee) ist eine finnische Diplomatin.

## Leben
Anne Sipiläinen studierte Politikwissenschaften an der Universität Helsinki, das sie 1986 mit einem Master abschloss. Von 1987 bis 1988 war sie als Attachée in der politischen Abteilung des finnischen Außenministeriums tätig. Es folgte ein Einsatz an der finnischen Botschaft in der DDR in Berlin. Bereits 1988 kehrte sie jedoch ins Außenministerium zurück und war im Bereich Außenwirtschaft tätig. 1989 ging sie als zweite Sekretärin an die finnische Botschaft in Österreich in Wien, bis sie von 1992 bis 1994 als erste Sekretärin im Bereich Entwicklungspolitik im Außenministerium eingesetzt wurde. Es folgte von 1995 bis 1998 wieder eine Zeit in der politischen Abteilung. Im Jahr 1998 wurde Sipiläinen dort Direktorin für den Bereich Europa, 2003 Beraterin und 2004 stellvertretende Generaldirektorin. 2007 übernahm sie das Amt als finnische Botschafterin in Brüssel beim Politischen und Sicherheitspolitischen Komitee der Europäischen Union und als ständige Vertreterin bei der Westeuropäischen Union. Im Jahr 2011 wurde Sipiläinen Staatssekretärin für Entwicklungspolitik im finnischen Außenministerium, bis sie 2015 Staatssekretärin für Außen- und Sicherheitspolitik wurde.
Am 11. Juni 2019 wurde Anne Sipiläinen als finnische Botschafterin in Deutschland akkreditiert. Sie war in der Finnischen Botschaft in Berlin ansässig. In diesem Amt wurde sie 2023 von Kai Sauer abgelöst.

## Persönliches
Sipiläinen ist verheiratet und Mutter zweier 1995 und 2000 geborener Kinder. Sie spricht neben ihrer Muttersprache Finnisch auch Deutsch, Englisch, Französisch und Schwedisch.